# آلتونا (کانزاس)
آلتونا (به انگلیسی: Altoona) شهری در ایالت کانزاس کشور ایالات متحده آمریکا است که جمعیت آن در سرشماری سال ۲۰۱۰ میلادی، ۴۱۴ نفر بوده‌است.